# Casaletto Ceredano
Casaletto Ceredano (Casalèt Ceredà in dialetto cremasco) è un comune italiano di 1 154 abitanti della provincia di Cremona in Lombardia.

## Storia
Casaletto Ceredano è un centro abitato di origine medievale.
Il borgo, citato in antichi documenti come Castelletto, assunse il toponimo di Ceredano con riferimento alla vicina abbazia del Cerreto, proprietaria delle terre della zona.
In età napoleonica (1810-16) furono aggregati al comune di Casaletto Ceredano i comuni di Cascine San Carlo, Passarera e Rubbiano. Tali centri recuperarono l'autonomia con la costituzione del Regno Lombardo-Veneto.
Nel 1937, in seguito ad uno scambio di territori, fu aggregata a Casaletto la frazione Persia, già appartenuta a Cavenago d'Adda, mentre fu ceduta a Cavenago la località Bastide.

### Simboli
Lo stemma è stato concesso con regio decreto del 28 settembre 1929.
Il gonfalone è costituito da un drappo di bianco.

## Società

### Evoluzione demografica
Abitanti censiti

### Etnie e minoranze straniere
Al 31 dicembre 2020 i cittadini stranieri sono 54. Le comunità nazionali numericamente significative sono:
1. Romania: 28

## Geografia antropica
Il territorio comunale comprende, oltre al capoluogo, le frazioni di Ca' de Vagni, Gerre, Passarera Corte e Persia.

## Infrastrutture e trasporti

### Strade
Il territorio è attraversato dalle seguenti strade provinciali
- SP CR 5 Montodine-Casaletto Ceredano
- SP CR 17 Bagnolo Cremasco-Casaletto Ceredano
- SP CR 53 Rubbiano-Persia

La strada che collega Casaletto Ceredano con Passarera, un tempo di competenza provinciale, è stata declassata nel 2005.

## Amministrazione
Elenco dei sindaci dal 1985 ad oggi.
| Periodo | Periodo   | Primo cittadino    | Partito                         | Carica  | Note |
| ------- | --------- | ------------------ | ------------------------------- | ------- | ---- |
| 1985    | 1990      | Aldo Casorati      | Democrazia Cristiana            | sindaco |      |
| 1990    | 1995      | Aldo Casorati      | Democrazia Cristiana            | sindaco |      |
| 1995    | 1999      | Aldo Casorati      | lista civica di centro-sinistra | sindaco |      |
| 1999    | 2004      | Vittorina Bertozzi | lista civica di centro-sinistra | sindaco |      |
| 2004    | 2009      | Vittorina Bertozzi | lista civica di centro-sinistra | sindaco |      |
| 2009    | 2014      | Aldo Casorati      | lista civica                    | sindaco |      |
| 2014    | 2019      | Aldo Casorati      | lista civica                    | sindaco |      |
| 2019    | 2024      | Aldo Casorati      | lista civica                    | sindaco |      |
| 2024    | in carica | Aldo Casorati      | lista civica                    | sindaco |      |